# Campeonato Mundial en Parejas de AAA
Les AAA World Tag Team Championship (Campeonato en Parejas AAA en espagnol) sont les titres par équipe reconnus par la fédération AAA Worldwide (AAA). 
En 1993, la AAA crée la première version des AAA World Tag team championships, techniquement les AAA/IWC (International Wrestling Council) World Tag Team titles. Les ceintures utilisées pour les AAW/IWC étaient les anciennes ceintures des NWA Pacific Northwest Tag Team Championships. La version originale fut abandonnée, après le décès de Art Barr en 1994. En 2007, la AAA crée de nouveaux championnats du monde par équipe pour replacer la Comisión de Box y Lucha Libre Mexico D.F. contrôlé mexicaine, les National Tag Team Championships. Les titres sont représentés par deux ceintures identiques, ils ne peuvent être remportés uniquement au cours d'un match de façon légitime et sont mis en jeu au cours de storylines.
Les actuels champions sont FTR (Cash Wheeler et Dax Harwood), qui en sont à leur premier règne. Ils ont remporté les titres en battant les Lucha Brothers, le 16 octobre 2021 au show Dynamite de la All Elite Wrestling.

## Historique

### AAW/ICW Championship: règnes
|   | Catcheurs                                      | Date             | évènements | Lieux             | Règnes | Jours | Notes                                                                                         | Réf. |
| - | ---------------------------------------------- | ---------------- | ---------- | ----------------- | ------ | ----- | --------------------------------------------------------------------------------------------- | ---- |
| 1 | El Hijo del Santo & Octagón                    | 5 novembre 1994  | Live event | Tonalá, Jalisco   | 1      | 260   | Ils battent Los Gringos Locos (Art Barr et Eddy Guerrero) pour devenir les premiers champions |      |
| 2 | Los Gringos Locos (Art Barr et Eddie Guerrero) | 23 juillet 1994  | Live event | Chicago, Illinois | 1      | 123   |                                                                                               |      |
| — | Vacants                                        | 23 novembre 1994 | —          | —                 | —      | —     | Les titres sont rendus vacants après que Barr fut trouvé mort à Springfield, Oregon.          |      |

## Historique des règnes

### AAA World Tag Team Championship
| #   | Champion                                                   | Règne | Date              | Jours     | Lieu                             | Événement                           | Notes | Réf.   |
| --- | ---------------------------------------------------------- | ----- | ----------------- | --------- | -------------------------------- | ----------------------------------- | --- | ------ |
| 1.  | The Black Family (Dark Cuervo et Dark Ozz)                 | 1     | 18 mars 2007      | 119       | Naucalpan, Mexico                | Rey de Reyes (2007)                 | Battent Crazy Boy et Joe Lider, Alan Stone et Zumbido et Pegasso et Super Fly dans un elimination final match d'un tournoi.                                                                 |        |
| 2.  | Mexican Powers (Crazy Boy et Joe Líder)                    | 1     | 15 juillet 2007   | 287       | Naucalpan, Mexico                | Triplemanía XV                      | [ 1 ] |        |
| 3.  | La Familia de Tijuana (Halloween et Extreme Tiger)         | 1     | 27 avril 2008     | 143       | Zapopan, Jalisco                 | AAA Sin Límite TV Taping            | [ 2 ] |        |
| 4.  | La Hermandad 187 (Joe Líder (2) et Nicho el Millonario)    | 1     | 14 septembre 2008 | 551       | Zapopan, Jalisco                 | Verano de Escándalo (2008)          | Battent La Familia de Tijuana, the Mexican Powers et The Hart Foundation 2.0 dans un four-way ladder match                                                                                  | .      |
| 5.  | La Legión Extranjera (Taiji Ishimori et Takeshi Morishima) | 1     | 19 mars 2010      | 65        | Mexico                           | AAA Sin Límite TV Taping            | . |        |
| 6.  | Atsushi Aoki et Gō Shiozaki                                | 1     | 23 mai 2010       | 14        | Niigata, Japon                   | NOAH Navigation With Breeze - Day 1 | . |        |
| 7.  | Los Maniacos (Silver King et Último Gladiador)             | 1     | 6 juin 2010       | 288       | Mexico                           | Triplemanía XVIII                   | . |        |
| 8.  | Extreme Tiger (2) et Jack Evans                            | 1     | 21 mars 2011      | 202       | León, Guanajuato                 | AAA Sin Límite TV Taping            | . |        |
| 9.  | La Legión Extranjera (Abyss et Chessman)                   | 1     | 9 octobre 2011    | 364       | Monterrey, Nuevo León            | Héroes Inmortales (2011)            | Dans un Tables, Ladders, and Chairs match | .      |
| 10. | Joe Líder (3) et Vampiro                                   | 1     | 7 octobre 2012    | 364       | San Luis Potosí, San Luis Potosí | Héroes Inmortales (2012)            | . |        |
| #   | Vacant                                                     | _     | 22 mai 2013       | _         | _                                | _                                   | . |        |
| 11. | Mexican Powers (Crazy Boy (2) et Joe Líder (4))            | 2     | 16 juin 2013      | 124       | Mexico                           | Triplemanía XXI                     | Battent Angélico et Jack Evans, Drago et Fénix, Los Mamitos (Mr. E et Sexy B) et Los Perros del Mal (Daga et Psicosis) dans un five-way elimination match pour remporter les titres vacants | .      |
| 12. | Los Güeros del Cielo (Angélico et Jack Evans (2))          | 1     | 18 octobre 2013   | 415       | Puebla, Puebla                   | Héroes Inmortales VII               | Battent Mexican Powers, Aero Star et Drago, et La Secta (Dark Escoria et Dark Espíritu)dans un four-way match                                                                               | .      |
| 13. | Los Perros del Mal (Joe Líder (5) et Pentagón Jr.)         | 1     | 7 décembre 2014   | 301       | Zapopan, Jalisco                 | Guerra de Titanes (2014)            | Dans un three-way match, qui incluaient également Fénix et Myzteziz | .      |
| 14. | Los Güeros del Cielo (Angélico (2) et Jack Evans (3))      | 2     | 4 octobre 2015    | 110       | San Luis Potosí, San Luis Potosí | Héroes Inmortales IX                | Dans un three-way match, qui incluaient également Daga et Steve Pain | .      |
| #   | Vacant                                                     | _     | 22 janvier 2016   | _         | _                                | _                                   | Rendu Vacants à la suite d'une blessure de Angélico | .      |
| 15. | Los Hell Brothers (Averno et Chessman) (2))                | 1     | 22 janvier 2016   | 110       | Zapopan, Jalisco                 | Guerra de Titanes (2016)            | battent Aero Star et Fénix et Máscara Año 2000 Jr. et Villano IV dans un Three-way elimination match et remportent les titres vacants                                                       | .      |
| 16. | Los Güeros del Cielo (Angélico (3) et Jack Evans (4))      | 3     | 17 juillet 2016   | 50        | Ecatepec                         | AAA Sin Límite TV Taping            | Dans un three-way match, qui incluaient également Los Psycho Circus (Monster Clown et Murder Clown)                                                                                         | .      |
| 17. | Aero Star et Drago                                         | 1     | 28 août 2016      | 215       | Mexico                           | Triplemania XXIV                    | |        |
| 18. | Dark Cuervo (2) et Dark Escoria                            | 1     | 31 mars 2017      | 56        | Nezahualcóyotl                   | AAA Worldwide TV Taping             | |        |
| 19. | El Mesías et Pagano                                        | 1     | 26 mai 2017       | 9         | Mexico                           | AAA Worldwide TV Taping             | |        |
| 20. | Dark Cuervo (3) et Dark Escoria (2)                        | 2     | 4 juin 2017       | 83        | Ciudad Juárez                    | Verano de Escándalo (2017)          | |        |
| 21. | Totalmente Traidores (Monster Clown et Murder Clown)       | 1     | 26 août 2017      | 112       | Mexico                           | Triplemanía XXV                     | Dans un four-way match, qui incluaient également Aero Star et Drago, et DJZ & Andrew Everett.                                                                                               |        |
| 22. | Dark Family (Dark Cuervo (4) et Dark Escoria (3))          | 3     | 16 décembre 2017  | 99        | Ciudad Juárez                    | AAA Worldwide TV Taping             | Dans un three-way match, qui incluaient également Los Vipers (Psicosis & Histeria). |        |
| 23. | Los Mercenarios (El Texano Jr. et Rey Escorpión)           | 1     | 25 mars 2018      | 356       | Monterrey, Nuevo León            | AAA Worldwide TV Taping             | |        |
| 24. | The Lucha Brothers (Pentagón Jr. (2) et Fénix)             | 1     | 16 mars 2019      | 0 jour    | Puebla, Puebla                   | Rey de Reyes (2019)                 | En battant Los Mercenarios. Ils remportent les titres pour la seconde et première fois de leurs carrières.                                                                                  | [ 16 ] |
| 25. | The Young Bucks (Matt Jackson et Nick Jackson)             | 1     | 16 mars 2019      | 92 jours  | Puebla, Puebla                   | Rey de Reyes (2019)                 | En battant les Lucha Brothers, après leur victoire sur Los Mercenarios. Ils remportent les titres pour la première fois de leurs carrières.                                                 | [ 16 ] |
| 26. | The Lucha Brothers (Pentagón Jr. (3) et Fénix (2))         | 2     | 16 juin 2019      | 853 jours | Mérida, Yucatán                  | Verano de Escándalo (2019)          | En battant les Young Bucks. Ils remportent les titres pour la troisième et seconde fois. Règne le plus long de l'histoire des titres.                                                       | [ 17 ] |
| 27. | FTR (Cash Wheeler et Dax Harwood)                          | 1     | 16 octobre 2021   | 1 245+    | Miami, Floride                   | AEW Dynamite                        | En battant les Lucha Brothers. Ils remportent les titres pour la première fois de leurs carrières.                                                                                          | [ 18 ] |

## Règnes combinés

### En Solo
| Signe | Notes                       |
| ----- | --------------------------- |
|       | Travaille toujours à la AAA |

| Rang | Champion            | Règnes | Jours combinés |
| ---- | ------------------- | ------ | -------------- |
| 1.   | Joe Líder           | 5      | 1490           |
| 2.   | Pentagón Jr.        | 3      | 1154           |
| 3.   | Fénix               | 2      | 853            |
| 4.   | Jack Evans          | 4      | 769            |
| 5.   | Angélico            | 3      | 567            |
| 6.   | Nicho el Millonario | 1      | 551            |
| 7.   | Chessman            | 2      | 541            |
| 8.   | Crazy Boy           | 2      | 411            |
| 9.   | Abyss               | 1      | 364            |
| 10.  | Dark Cuervo/Cuervo  | 4      | 358            |
| 11.  | El Texano Jr.       | 1      | 356            |
| 11.  | Rey Escorpión       | 1      | 356            |
| 13.  | Extreme Tiger       | 2      | 345            |
| 14.  | Silver King         | 1      | 288            |
| 14.  | Último Gladiador    | 1      | 288            |
| 16.  | Scoria              | 3      | 238            |
| 17.  | Vampiro             | 1      | 227            |
| 18.  | Aero Star           | 1      | 215            |
| 18.  | Drago               | 1      | 215            |
| 20.  | Averno              | 1      | 177            |
| 21.  | Halloween           | 1      | 143            |
| 22.  | Dark Ozz            | 1      | 119            |
| 23.  | Monster Clown       | 1      | 112            |
| 23.  | Murder Clown        | 1      | 112            |
| 25.  | Matt Jackson        | 1      | 92             |
| 25.  | Nick Jackson        | 1      | 92             |
| 27.  | Taiji Ishimori      | 1      | 65             |
| 27.  | Takeshi Morishima   | 1      | 65             |
| 29.  | Atsushi Aoki        | 1      | 14             |
| 29.  | Go Shiozaki         | 1      | 14             |
| 31.  | El Mesías           | 1      | 9              |
| 31.  | Pagano              | 1      | 9              |
| 33.  | Cash Wheeler        | 1      | 1 245+         |
| 33.  | Dax Harwood         | 1      | 1 245+         |

### Par équipe
| Rang | Champion                                                   | Règnes | Jours combinés |
| ---- | ---------------------------------------------------------- | ------ | -------------- |
| 1.   | The Lucha Brothers (Fénix et Pentagón Jr.)                 | 2      | 853            |
| 2.   | Los Güeros del Cielo (Angélico et Jack Evans)              | 3      | 567            |
| 3.   | La Hermandad 187 (Joe Líder et Nicho el Millonario)        | 1      | 557            |
| 4.   | Mexican Powers (Crazy Boy et Joe Líder)                    | 2      | 411            |
| 5.   | La Legión Extranjera (Abyss et Chessman)                   | 1      | 364            |
| 6.   | Los Mercenarios (El Texano Jr. et Rey Escorpión)           | 1      | 356            |
| 7.   | Los Perros del Mal (Joe Líder et Pentagón Jr.)             | 1      | 301            |
| 8.   | Los Maniacos (Silver King et Último Gladiador)             | 1      | 288            |
| 9.   | Cuervo et Scoria                                           | 3      | 238            |
| 10.  | Joe Líder et Vampiro                                       | 1      | 227            |
| 11.  | Aero Star et Drago                                         | 1      | 215            |
| 12.  | Extreme Tiger et Jack Evans                                | 1      | 202            |
| 13.  | Los Hell Brothers (Averno et Chessman)                     | 1      | 177            |
| 14.  | La Familia de Tijuana (Extreme Tiger et Halloween)         | 1      | 143            |
| 15.  | The Black Family (Dark Cuervo et Dark Ozz)                 | 1      | 119            |
| 16.  | Totalmente Traidores (Monster Clown et Murder Clown)       | 1      | 112            |
| 17.  | The Young Bucks (Matt Jackson & Nick Jackson)              | 1      | 92             |
| 18.  | La Legión Extranjera (Taiji Ishimori et Takeshi Morishima) | 1      | 65             |
| 19.  | Atsushi Aoki et Go Shiozaki                                | 1      | 14             |
| 20.  | El Mesías et Pagano                                        | 1      | 9              |
| 21.  | FTR (Cash Wheeler et Dax Harwood)                          | 1      | 1 245+         |